# ارنست روسل
ارنست روسل (انگلیسی: Ernst Rosell; ۳ دسامبر ۱۸۸۱ – ۲۶ ژوئیهٔ ۱۹۵۳) سوارکار اهل سوئد بود.
وی در مسابقات کشوری و بین‌المللی در مجموع برندهٔ ۱ مدال طلا شده‌است.